# 卡梅伦·麦肯齐-麦克哈格
卡梅伦·麦肯齐-麦克哈格（英語：Cameron McKenzie-McHarg，1980年4月17日—），澳大利亚男子赛艇运动员。他曾代表澳大利亚参加2008年和2012年夏季奥林匹克运动会赛艇比赛，其中2008年奥运会获得一枚银牌。